# 希拔特·雲英尼斯
謝拉·狄奧多·希拔特·雲英尼斯（荷蘭語：Gerard Theodor Hubert van Innis，1866年2月24日—1961年11月25日）是比利時射箭運動員，他在相隔20年的兩屆夏季奧運會上獲得六枚金牌和三枚銀牌，是目前在夏季奧林匹克運動會射箭比賽獲得最多獎牌的運動員。
雲英尼斯在34歲參加1900年夏季奧運會，參加五個射箭項目，包括金綬帶賽50米、金綬帶賽33米、玫瑰花冠賽50米、玫瑰花冠賽33米及世界冠軍賽，他在金綬帶賽33米、玫瑰花冠賽33米中獲得金牌，在金綬帶賽50米獲得銀牌。
雲英尼斯過了二十年再次登上奧運舞台，他參加在家鄉比利時安特衛普舉行1920年夏季奧運會，他在只有兩人參加的個人28米移動飛鳥中擊敗法國選手萊昂斯·康坦，隨後他在個人33米移動飛鳥中擊敗法國選手朱利安·布呂萊，隨後他在個人50米移動飛鳥比賽中輸給法國選手朱利安·布呂萊獲得銀牌，他還獲得三枚團體獎牌，其中在團體33米移動飛鳥及團體50米移動飛鳥比賽中再獲得兩枚金牌，在團體28米移動飛鳥決賽中獲得銀牌。奧運獎牌總數為六枚金牌和三枚銀牌。
令人難以置信的是，他在67歲高齡在1933年世界錦標賽上奪冠。

## 外部連結
- 休伯特·范·英尼斯在Olympics.com（英语）
- 休伯特·范·英尼斯在Olympedia（英语）
- 休伯特·范·英尼斯在Team Belgium（荷兰语）
- Mallon, Bill. . Jefferson, North Carolina: McFarland & Company, Inc., Publishers. 1998. ISBN 0-7864-0378-0.